# Állati nyomozás
Az Állati nyomozás (eredeti cím: Murder She Purred: A Mrs. Murphy Mystery) 1998-ban bemutatott amerikai televíziós filmvígjáték, amely a The Wonderful World of Disney című sorozata alapján készült. Az élőszereplős játékfilm rendezője Simon Wincer, producere Kevin Inch. A forgatókönyvet Ann Lewis Hamilton és Jim Cox írta, a zenéjét Eric Colvin szerezte. A tévéfilm az Ancient Mariner Films és a Walt Disney Television gyártásában készült, a Buena Vista Television és a Disney-ABC Domestic Television forgalmazásában jelent meg. Műfaja filmvígjáték.
Amerikában 1998. december 13-án az ABC csatornán, Magyarországon 2000. június 6-án az HBO-n vetítették le.

## Szereplők
| Szereplő                     | Színész           | Magyar hang       |
| ---------------------------- | ----------------- | ----------------- |
| Mary Minor "Harry" Haristeen | Ricki Lake        | Ábrahám Edit      |
| Dr. Blair Bainbridge         | Linden Ashby      | Stohl András      |
| Rick seriff                  | Bruce McGill      | Konrád Antal      |
| Mim Sanburne                 | Christina Pickles | Tóth Judit        |
| Coop helyettes               | Judith Scott      | Tátrai Zita       |
| Susan                        | Kari Coleman      | Kökényessy Ági    |
| Miranda Hoggendobber         | Edie McClurg      | Zsurzs Kati       |
| Fitz-Gilbert Hamilton        | Ed Begley, Jr.    | Sörös Sándor      |
| Kis Marilyn                  | Terri Hawkes      | Kocsis Judit      |
| Ben Seifert                  | Wayne Robson      | Szokolay Ottó     |
| Boom Boom                    | Zehra Leverman    | Farkasinszky Edit |
| Fair                         | Aaron Pearl       | Horányi László    |
| Szereplő                     | Eredeti hang      | Magyar hang       |
| Mrs. Murphy                  | Blythe Danner     | Kovács Nóra       |
| Tucker                       | Anthony Clark     | Czvetkó Sándor    |
| Izakiah                      | David Zyler       | Csőre Gábor       |
| Wolfgang                     | N/A               | Lux Ádám          |
| Amadeus                      | N/A               | Mikula Sándor     |
| Egér                         | N/A               | Szokol Péter      |
| Hógolyó, a cica              | N/A               | Szabó Luca        |